# Nanxiong
Nanxiong (南雄) è una città della Cina, situata provincia cinese di Guangdong con circa 100 000 abitanti.
Si trova in un'area montuosa nella parte settentrionale della provincia ed è sede dell'omonimo distretto di Nanxiong.